# Трусов, Пётр Валентинович
Пётр Валенти́нович Тру́сов (род. 7 мая 1948, Львов) — советский и российский учёный-физик, специалист в области механики сплошных сред. Автор учебных пособий для студентов вузов по механике сплошных сред, теории определяющих соотношений и математическому моделированию.

## Биография
Пётр Валентинович Трусов родился 7 мая 1948 года в Украине в городе Львов. В 1972 году окончил ПГТУ по специальности «инженер-механик-исследователь». 14 февраля 1978 года защитил диссертацию на соискание степени кандидата технических наук (МИЭМ). 27 февраля 1987 года защитил диссертацию на соискание учёной степени доктора физико-математических наук (МГУ).
В 1988—1993 гг. — декан факультета прикладной математики и механики Пермского государственного технического университета. С 1989 года — профессор по кафедре Математического моделирования систем и процессов ПГТУ. Пост заведующего кафедрой Математического моделирования систем и процессов П. В. Трусов занимает с 1992 года.
П. В. Трусов награждён титулом «Заслуженный деятель науки РФ» (1998). Он является членом-корреспондентом Российской Академии естественных наук.

## Научные интересы
Основная область научных интересов П. В. Трусова — математическое моделирование в механике больших упруго-пластических деформаций, остаточных напряжений, микро- и мезомеханика металлов, кристаллизация металлов и сплавов, механика процессов пластической обработки металлов.
Тематика научных работ:
- «Разработка определяющих соотношений неупругого деформирования металлов, сплавов, керамических материалов на макро- и мезоуровне для сложного нагружения и больших деформаций. Создание моделей процессов обработки давлением указанных классов материалов.»
- «Разработка моделей кристаллизации металлов и сплавов на различных (макро-, мезо- и микро-) масштабных уровнях, моделирование технологических процессов литья.»

По результатам исследований опубликовано 5 монографий, более 20 методических пособий и более 200 статей.

## Педагогическая деятельность
П. В. Трусов ведёт активную преподавательскую деятельность в ПНИПУ по следующим дисциплинам:
- теоретическая механика;
- тензорный анализ;
- механика сплошных сред (МСС);
- теория пластичности;
- теория определяющих соотношений (ТОС).

Под руководством П. В. Трусова защитили диссертации 32 кандидата наук и 4 доктора наук.

## Общественная деятельность
В 1972—1974 и 1978—1987 годах член Совета по НИРС (научно-исследовательской работе студентов) ПГТУ.
С 1987 года — председатель Совета по НТТМ (научно-техническому творчеству молодёжи) ПГТУ, проректор по НТТМ.
С 1996 года — председатель Экспертного Совета при ГКОН (Комитет по образованию и науке администрации г. Перми), член Координационного совета при ГКОН по работе с одарёнными детьми.
Неоднократно занимал пост председателя оргкомитета Всероссийской школы-конференции молодых учёных и студентов «Математическое моделирование в естественных науках». Эта конференция была впервые организована кафедрой ММСП в 1992 году и впоследствии стала проводиться ежегодно.
В 2001 году избран в состав Российского национального комитета по теоретической и прикладной механике. Принимал участие в работе VIII—XI Всероссийских съездов по теоретической и прикладной механике.
Член редколлегий журналов «Физическая мезомеханика» («Physical Mesomechanics»), «Вестник ПНИПУ. Механика», «Nanoscience and Technology — An International Journal», «Вычислительная механика сплошных сред», «Проблемы прочности и пластичности».

## Награды
14 октября 1998 года присвоено звание Заслуженного деятеля науки РФ.
18 декабря 2002 года вместе с группой пермских учёных за научно-техническую разработку «Теория и практика подготовки специалистов по наукоёмким направлениям в системе „школа — вуз“» награждён премией Президента Российской Федерации в области образования за 2001 год.
8 февраля 2005 года за цикл работ по теме «Нелинейные модели кристаллизации и деформирования поликристаллов: мезо- и макроуровень» награждён дипломом лауреата премии Пермской области имени Александра Александровича Поздеева первой степени .

## Публикации
- А. А. Поздеев, Ю. И. Няшин, П. В. Трусов. Остаточные напряжения: теория и приложения. — М.: Наука, 1982. 112 с.
- А. А. Поздеев, П. В. Трусов, Ю. И. Няшин. Большие упругопластические деформации: теория, алгоритмы, приложения. — М: Наука, 1986. 232 с.
- П. В. Трусов, Ю. И. Няшин. Введение в нелинейную механику. Ч. 1. Необходимые сведения из тензорного исчисления. — Пермь: Перм. гос. ун-т, 1992, 104 с.
- П. В. Трусов, О. И. Дударь, В. Д. Онискив. Механика сплошной среды. Ч. 1: Кинематика. — Пермь: ПГТУ, 1994, 88 c.
- П. В. Трусов, О. И. Дударь. Механика сплошной среды. Ч. 2: Динамика сплошной среды. — Пермь: ПГТУ, 1995, 72 c.
- П. В. Трусов. Механика сплошной среды. Ч. 3: Классические среды. — Пермь: ПГТУ, 1996, 142 c.
- П. В. Трусов, И. Э. Келлер. Теория определяющих соотношений. Ч. I. Общая теория. Учебное пособие для студентов вузов специальности «Прикладная математика», рекомендованное учебно-методическим отделом по электронике и прикладной математике Минобразования РФ. — Пермь: ПГТУ, 1997. 98 с.
- П. В. Трусов, И. Э. Келлер. Теория определяющих соотношений. Ч. II. Некоторые современные теории пластичности. — Пермь: ПГТУ, 1999.
- П. В. Трусов, О. И. Дударь, И. Э. Келлер. Тензорные алгебра и анализ. Учебное пособие для студентов вузов специальности «Прикладная математика», рекомендованное учебно-методическим отделом по электронике и прикладной математике Минобразования РФ. — Пермь: РИО ПГТУ, 1998. 131 с.
- Введение в математическое моделирование. Учебное пособие. Под ред. П. В. Трусова. — М.: Интермет Инжиниринг, 2000. 336 с.
- Введение в математическое моделирование. Учебное пособие. Под ред. П. В. Трусова. — М.: Логос, 2004. 440 с. Тираж: 1500. ISBN 5-94010-272-7.
- В. Н. Анциферов, В. В. Попов, П. В. Трусов, С.А. Оглезнева, И.Ю. Зубко, И.И. Горбачев. Механически легированные азотистые стали с нанофазами. — Екатеринбург: Из-дательство УрО РАН, 2010. 188 с.
- П. В. Трусов, П. С. Волегов, А. И. Швейкин. Конститутивная упруговязкопласти-ческая модель ГЦК-поликристаллов: теория, алгоритмы, приложения. LAP LAMBERT Aca-demic Publishing, 2011. 147 c.
- П. В. Трусов, А. И. Швейкин. Теория пластичности. Учебное пособие. — Пермь: Изд-во ПНИПУ, 2011. 419 с.
- Трусов П. В., Швейкин А. И. Многоуровневые модели моно- и поликристаллических материалов: теория, алгоритмы, примеры применения. — Новосибирск: Издательство СО РАН, 2019. — 605 с. DOI: 10.15372/MULTILEVEL2019TPV

### Статьи
- Список публикаций. Архивировано 20 марта 2007 года.